# Nijolė Sadūnaitė
Felicija Nijolė Sadūnaitė (ur. 22 lipca 1938 w Datnowie, zm. 31 marca 2024 w Wilnie) – litewska zakonnica, dysydentka.

## Życiorys
W 1955 roku ukończyła szkołę średnią Oniksztach. W 1956 roku wstąpiła do Zgromadzenia Sióstr Służek Najświętszej Maryi Panny Niepokalanej (CSSBVMI). Nie chcąc zrezygnować z praktyk religijnych, pracowała jako sekretarka, maszynistka, pracownica fabryki, perforatorka w centrum obliczeniowym, a po ukończeniu studiów medycznych pracowała w wileńskim domu dziecka.
Aresztowana w 1974 roku i skazana w 1975 r. za powielanie i rozpowszechnianie „Kroniki Kościoła Katolickiego na Litwie”. Przez sześć lat była więzionna w Mordowiii przebywała na wygnaniu na Syberii Wschodniej. W 1980 roku, po powrocie na Litwę, ponownie zaangażowała się w publikację „Kroniki”: zbierała wiadomości, przedstawiała je redaktorowi, redagowała i powielała, a następnie przewoziła do Moskwy, skąd docierały na Zachód. Z powodu prześladowań ze strony KGB zakonnica stale się ukrywała, była wielokrotnie aresztowana i przesłuchiwana.
23 sierpnia 1987 r. wraz z Antanasem Terleckasem, Vytautasem Bogušisem i Petrasem Cidzikasem zorganizowała pod pomnikiem Adama Mickiewicza wiec upamiętniający pakt Ribbentrop-Mołotow. Wiec był okazją do publicznego odśpiewania litewskiego hymnu narodowego po dziesięcioleciach ucisku.
Od 1988 była członkinią Litewskiej Grupy Helsińskiej. Opublikowała książki o metodach KGB i walce o prawa wierzących na Litwie.
Została laureatką Nagrody Wolności w 2017 roku.
Zmarła 31 marca 2024.

## Odznaczenia
- Wielki Krzyż Komandorski Orderu Krzyża Pogoni – 1998[8][9]
- Medal Pamiątkowy 13 Stycznia – 1992[8]
- Medal Niepodległości Litwy – 2000[8]
- Medal Rady Bałtyckiej – 2011[10]